# Rui Correia
Rui Manuel da Silva Correia (São João da Madeira, 22 oktober 1967) – alias Rui Correia – is een Portugees voormalig doelman in het betaald voetbal.

## Clubcarrière
Correia, geboren op Madeira, was 21 jaar lang profvoetballer. Zijn meest succesvolle periode als doelman beleefde Correia bij SC Braga, waarvoor hij 158 competitiewedstrijden speelde tussen 1992 en 1997. Correia speelde ook bij de Portugese topclubs Sporting CP (1986–1988) en FC Porto (1997–2001). Daar was hij vooral reservedoelman. Desondanks won hij met Porto de Primeira Liga in 1998 en 1999. Bij de eerste landstitel was zijn aandeel groot. In 1998 won Correia ook de beker, waarmee de dubbel een feit was. In 2007 maakte hij een einde aan zijn profcarrière bij Estoril, met 264 Primeira Liga-wedstrijden achter zijn naam.

## Interlandcarrière
Correia was evenals Alfredo de reservedoelman van het Portugees voetbalelftal op het Europees kampioenschap voetbal 1996, achter aanvoerder Vítor Baía.

## Erelijst
| Primeira Liga    | 2x | 1997/98, 1998/99 |
| Taça de Portugal | 1x | 1997/98          |

1 Baía  ·
2 Secretário ·
3 Paulinho Santos ·
4 Oceano ·
5 Couto ·
6 Tavares ·
7 Paneira ·
8 Pinto ·
9 Sá Pinto ·
10 Costa ·
11 Cadete ·
12 Alfredo ·
13 Dimas ·
14 Barbosa ·
15 Domingos Paciência ·
16 Hélder ·
17 Porfírio ·
18 Folha ·
19 Sousa ·
20 Figo ·
21 Madeira ·
22 Rui Correia ·
Coach: Oliveira